# Campeonato de Fútbol de Asia Oriental de 2003
El Campeonato de Fútbol de Asia Oriental de 2003 fue la primera edición del torneo de la Federación de Fútbol de Asia Oriental para selecciones masculinas de fútbol de categoría absoluta. Su fase final se desarrolló en Japón, teniendo como ganadora a Corea del Sur.
China, Corea del Sur y Japón clasificaron automáticamente al torneo final por su participación en el Mundial Corea-Japón 2002. La fase de clasificación se jugó en un grupo de 5 equipos, del cual el ganador enfrentó a aquellos 3 equipos en un cuadrangular.
Antes del inicio de la competencia, Corea del Norte se retiró.

## Sedes
| Saitama              | Tokio                     | Yokohama                          |
| -------------------- | ------------------------- | --------------------------------- |
| Estadio Saitama 2002 | Estadio Nacional de Tokio | Estadio Internacional de Yokohama |
| Aforo: 63 700        | Aforo: 57 363             | Aforo: 72 327                     |
|                      |                           |                                   |

## Selecciones participantes
| Selecciones participantes | Selecciones participantes | Selecciones participantes | Selecciones participantes |
| ------------------------- | ------------------------- | ------------------------- | ------------------------- |
| Corea del Sur             | China                     | Hong Kong                 | Japón                     |

## Resultados
| Equipo        | Pts | PJ | PG | PE | PP | GF | GC | Dif |
| ------------- | --- | -- | -- | -- | -- | -- | -- | --- |
| Corea del Sur | 7   | 3  | 2  | 1  | 0  | 4  | 1  | 3   |
| Japón         | 7   | 3  | 2  | 1  | 0  | 3  | 0  | 3   |
| China         | 3   | 3  | 1  | 0  | 2  | 3  | 4  | -1  |
| Hong Kong     | 0   | 3  | 0  | 0  | 3  | 2  | 7  | -5  |

| 4 de diciembre de 2003, 16:30 | Hong Kong           | 1:3 (1:1) | Corea del Sur                                         | Estadio Nacional, Tokio                                      |                                                              |
|                               | Lawrence Akandu 34' | Reporte   | Kim Do-heon 23' · Kim Do-hoon 50' · Ahn Jung-hwan 57' | Asistencia: 14 900 espectadores Árbitro(s): Jimmy Napitupulu | Asistencia: 14 900 espectadores Árbitro(s): Jimmy Napitupulu |

| 4 de diciembre de 2003, 19:00 | Japón                  | 2:0 (1:0) | China | Estadio Nacional, Tokio                                        |                                                                |
|                               | Tatsuhiko Kubo 4', 79' | Reporte   |       | Asistencia: 41 750 espectadores Árbitro(s): Santhan Nagalinpam | Asistencia: 41 750 espectadores Árbitro(s): Santhan Nagalinpam |

| 7 de diciembre de 2003, 16:30 | Corea del Sur       | 1:0 (1:0) | China | Estadio de Saitama, Saitama                                   |                                                               |
|                               | Yoo Sang-chul 45+1' | Reporte   |       | Asistencia: 27 720 espectadores Árbitro(s): Halim Abdul Hamid | Asistencia: 27 720 espectadores Árbitro(s): Halim Abdul Hamid |

| 7 de diciembre de 2003, 19:00 | Japón                        | 1:0 (1:0) | Hong Kong | Estadio de Saitama, Saitama                                 |                                                             |
|                               | Alessandro Santos 37' (pen.) | Reporte   |           | Asistencia: 45 145 espectadores Árbitro(s): Chalach Piromya | Asistencia: 45 145 espectadores Árbitro(s): Chalach Piromya |

| 10 de diciembre de 2003, 16:30 | China                                           | 3:1 (3:0) | Hong Kong       | Estadio Internacional, Yokohama                             |                                                             |
|                                | Zhao Xuri 20' · Liu Jindong 21' · Yang Chen 44' | Reporte   | Lo Chi Kwan 75' | Asistencia: 17 400 espectadores Árbitro(s): Chalach Piromya | Asistencia: 17 400 espectadores Árbitro(s): Chalach Piromya |

| 10 de diciembre de 2003, 19:00 | Japón | 0:0     | Corea del Sur | Estadio Internacional, Yokohama                                |                                                                |
|                                |       | Reporte |               | Asistencia: 62 650 espectadores Árbitro(s): Santhan Nagalinpam | Asistencia: 62 650 espectadores Árbitro(s): Santhan Nagalinpam |

|                                   |
|                                   |
| Campeón Corea del Sur 1.er título |